# División de Honor B de rugby
La División de Honor B es el tercer nivel de competición de clubes del rugby en España. Al igual que la División de Honor, la gestiona la Real Federación Española de Rugby. Hasta la temporada 2024-25 fue el segundo nivel de rugby masculino en España, para la temporada siguiente fue sustituida por la División de Honor Élite por lo que pasó a ser el tercer nivel.
Se creó en 1998 como Primera Especial para sustituir a la Primera División en el segundo nivel del sistema de ligas, lugar que había ocupado el Campeonato Nacional de Liga de Segunda División entre 1972 y 1982. La Primera División pasó entonces a ser el tercer nivel. En 1999 adoptó el nombre actual de División de Honor B. 
El formato actual consiste en tres grupos de ocho equipos cada uno organizados territorialmente para la mayor facilidad de desplazamiento de los equipos.

## Sistema de competición
- Se disputan dos fases de liga regular más unos Play-Offs.  La primera fase de esta Competición Nacional se juega en cada grupo por sistema de liga a una vuelta todos contra todos. Finalizada dicha primera vuelta de liga regular se disputa la segunda fase en la que los 3 primeros equipos clasificados de cada uno de los grupos (9 equipos en total) compiten entre sí en una liga regular a una sola vuelta (8 jornadas) conformando un nuevo grupo llamado Ascenso. En esta competición (o Grupo Ascenso) no se tienen en cuenta los resultados y puntos obtenidos por estos equipos en sus respectivos grupos durante la primera fase, partiendo todos ellos de cero.

- Finalizada esta segunda fase, la competición se decide mediante sistema de Play Off a partido único entre los 4 primeros clasificados, en dos eliminatorias. En la primera eliminatoria se enfrentan el 1º contra el 4º y el 2º contra el 3º, disputándose el partido en el campo del equipo mejor clasificado en la segunda fase de la liga regular. La final se disputa también a partido único entre los dos vencedores de las eliminatorias anteriores, jugándose el partido en el campo del equipo mejor clasificado en la segunda fase de la liga regular.

- El resto de los equipos de cada grupo (A, B y C, 5 por cada uno de ellos) disputan la segunda fase mediante sistema de liga regular en sus respectivos grupos (todos contra todos) a una doble vuelta (10 jornadas en cada grupo, jugando 8 partidos cada equipo). En este caso, tampoco se tienen en cuenta los resultados y puntos obtenidos por estos equipos en sus respectivos grupos durante la primera fase, partiendo todos ellos de cero. [1]

### Ascensos y descensos
- El campeón perteneciente al Grupo Ascenso, ascienden a la División de Honor Élite, la nueva segunda categoría del rugby español desde 2025. Dicho equipo no podrá ser de un club que ya milite o tenga equipo en la División de Honor o División de Honor Élite.

- Bajarán tantos equipos como sean necesarios con el fin de tener 8 equipos en cada grupo geográfico, teniendo en cuenta que al menos un equipo de Regional ascenderá.

### Sistema de puntuación
- Cada victoria suma 4 puntos.
- Cada empate suma 2 puntos.
- Cuatro ensayos en un partido suma 1 punto de bonus.
- Perder por una diferencia de siete puntos o inferior suma 1 punto de bonus.

## Sistema de grupos

Zonas de los grupos de la Div.Honor B:
Grupo A (Norte)
Grupo B (Levante)
Grupo C (Centro y Sur)

En la División de Honor B se sigue un sistema de zonificación de los equipos que componen la competición, dividiéndolos en tre grupos geográficos numerados como A (Grupo Norte), B (Grupo Levante) y C (Grupo Centro y Sur). El grupo A lo conforman los equipos de la zona norte de España (Asturias, Cantabria, Castilla y León, Galicia, La Rioja, Navarra y País Vasco), el grupo B los de la zona del Levante (Aragón, Cataluña, Comunidad Valenciana, Islas Baleares y Murcia) y el grupo C los de la mitad sur y zona centro (Andalucía, Canarias, Castilla-La Mancha, Extremadura y Madrid)
Para los ascensos a la División de Honor B, las competiciones autonómicas siguen un sistema parecido al de ascenso de la División de Honor B a la División de Honor, enfrentando a los campeones de las distintas divisiones entre ellos para decidir el ascenso al grupo correspondiente de la División de Honor B.
En el caso de los descensos, estos se hacen automáticamente a la competición regional correspondiente, quedando en manos de la federación autonómica el encajar el nuevo equipo dentro de la máxima categoría regional ya sea aumentando los equipos para la temporada o impidiendo alguna promoción de ascenso entre su segunda y su máxima categoría para evitar sobrepasar el número de equipos.
Hay algunas regiones, como las Islas Canarias o las ciudades autónomas de Ceuta y Melilla, que nunca han tenido a un equipo militando en la División de Honor B.

## Palmarés
| Temporada         | Ascendidos*                          |
| Como 2ª categoría |                                      |
| Grupo único       |                                      |
| 1998-99           | La Moraleja Alcobendas (1º)          |
| 1998-99           | C. D. Arquitectura (2º)              |
| 1999-00           | La Moraleja Alcobendas (1º)          |
| 1999-00           | CDU Sevilla (2º)                     |
| 2000-01           | CAU Rugby Valencia (1º)              |
| 2000-01           | C. R. Complutense Cisneros (2º)      |
| 2001-02           | R. C. Valencia (1º)                  |
| 2001-02           | R. C. L'Hospitalet (2º)              |
| 2002-03           | Getxo R. T. (1º)                     |
| 2002-03           | Bera Bera R. T. (2º)                 |
| 2003-04           | C. R. Ciencias (1º)                  |
| 2003-04           | C. D. Arquitectura (2º)              |
| Dos grupos        |                                      |
| 2004-05           | Ordizia R. E. (Gr.1)                 |
| 2004-05           | C. P. Les Abelles (Gr.2)             |
| 2004-05           | Barcelona U. C. (2º Gr.1)            |
| 2004-05           | C. R. Liceo Francés (2º Gr.2)        |
| 2005-06           | C. R. Complutense Cisneros (Gr.1)    |
| 2005-06           | CRC Pozuelo (Gr.2)                   |
| 2005-06           | F. C. Barcelona (1ª Nacional)        |
| 2006-07           | Club Alcobendas Rugby (Gr.1)         |
| 2006-07           | C. R. Ciencias (Gr.2)                |
| 2007-08           | C. R. Liceo Francés (Gr.1)           |
| 2007-08           | C. P. Les Abelles (Gr.2)             |
| 2007-08           | C. R. La Vila (2º Gr.2)              |
| 2008-09           | Gernika R. T. (Gr.1)                 |
| 2008-09           | C. R. Atlético Portuense (Gr.2)      |
| 2009-10           | Hernani C. R. E. (Gr.1)              |
| 2009-10           | Club Alcobendas Rugby (Gr.2)         |
| 2009-10           | CAU Rugby Valencia (2º Gr.2)         |
| 2010-11           | Getxo R. T. (Gr.1)                   |
| 2010-11           | CRC Pozuelo (Gr.2)                   |
| 2010-11           | Universidade Vigo R. C. (2º Gr.1)    |
| 2011-12           | Hernani C. R. E. (Gr.1)              |
| 2011-12           | CRC Pozuelo (Gr.2)                   |
| 2011-12           | C. R. Complutense Cisneros (2º Gr.2) |
| 2012-13           | Bathco Independiente R. C. (Gr.1)    |
| 2012-13           | Club Alcobendas Rugby (Gr.2)         |
| Tres grupos       |                                      |
| 2013-14           | Bera Bera R. T. (Gr.A)               |
| 2013-14           | F. C. Barcelona (Gr.B)               |
| 2013-14           | Club Alcobendas Rugby (Gr.C)         |
| 2014-15           | Zarautz R. T. (Gr.A)                 |
| 2014-15           | C. R. Sant Cugat (Gr.B)              |
| 2014-15           | Club Alcobendas Rugby (Gr.C)         |
| 2015-16           | Zarautz R. T. (Gr.A)                 |
| 2015-16           | C. R. La Vila (Gr.B)                 |
| 2015-16           | C. R. Ciencias (Gr.C)                |
| 2016-17           | Aparejadores Rugby Burgos (Gr.A)     |
| 2016-17           | C. R. La Vila (Gr.B)                 |
| 2016-17           | CRC Pozuelo (Gr.C)                   |
| 2017-18           | UBU-Colina Clínic (Gr.A)             |
| 2017-18           | C. P. Les Abelles (Gr.B)             |
| 2017-18           | C. R. Ciencias (Gr.C)                |
| 2018-19           | Bathco R. C. Santander (Gr.A)        |
| 2018-19           | C. P. Les Abelles (Gr.B)             |
| 2018-19           | C. R. Ciencias (Gr.C)                |
| 2019-20           | Gexto R. T. (Gr.A)                   |
| 2019-20           | C. P. Les Abelles (Gr.B)             |
| 2019-20           | Jaén Rugby (Gr.C)                    |
| 2020-21           | Gernika R. T. (Gr.A)                 |
| 2020-21           | C. R. La Vila (Gr.B)                 |
| 2020-21           | U. R. Almería (Gr.C)                 |
| 2021-22           | Belenos R. C. (Gr.A)                 |
| 2021-22           | R. C. L'Hospitalet (Gr.B)            |
| 2021-22           | Pozuelo Rugby Unión (Gr.C)           |
| 2022-23           | Getxo R. T. (Gr.A)                   |
| 2022-23           | Fénix C. R. Zaragoza (Gr.B)          |
| 2022-23           | Club Alcobendas Rugby (Gr.C)         |
| 2023-24           | Getxo R. T. (Gr.A)                   |
| 2023-24           | C. R. Huesitos La Vila (Gr.B)        |
| 2023-24           | C. R. Liceo Francés (Gr.C)           |
| 2024-25           | Gernika R. T. (Gr.A)                 |
| 2024-25           | R. C. L'Hospitalet (Gr.B)            |
| 2024-25           | C. R. Liceo Francés (Gr.C)           |
| Como 3ª categoría |                                      |
| 2025-26           | (Gr.A)                               |
| 2025-26           | (Gr.B)                               |
| 2025-26           | (Gr.C)                               |

- En negrita, campeones absolutos.